# Monte Pascoal
Monte Pascoal je izolovaný vrchol v Brazílii, vysoký 536 m n. m. Nachází se nedaleko města Itamaraju na pobřeží státu Bahia.
Pedro Álvares Cabral uvedl, že při své objevitelské plavbě tuto horu uviděl 22. dubna 1500 jako první známku brazilské pevniny. Vrchol podle tohoto dne, který je oficiálně uznáván jako datum objevení Brazílie Evropany, dostal název (Velikonoční hora) a patří k brazilským národním symbolům.
V roce 1961 zde byl vyhlášen přírodní a historický park o rozloze 223 km², kde je chráněna původní vegetace Atlantického lesa i sídla domorodců z etnika Pataxó. Park patří mezi rezervace Atlantického lesa na Pobřeží objevů, které jsou od roku 1999 zapsána na seznam Světového dědictví UNESCO.